# Яблонь-Слівово
Яблонь-Слівово (пол. Jabłoń-Śliwowo) — село в Польщі, у гміні Нові Пекути Високомазовецького повіту Підляського воєводства.
Населення — 128 осіб (2011).
У 1975-1998 роках село належало до Ломжинського воєводства.

## Демографія
Демографічна структура станом на 31 березня 2011 року:
|          | Загалом | Допрацездатний вік | Працездатний вік | Постпрацездатний вік |
| -------- | ------- | ------------------ | ---------------- | -------------------- |
| Чоловіки | 56      | 13                 | 33               | 10                   |
| Жінки    | 72      | 16                 | 35               | 21                   |
| Разом    | 128     | 29                 | 68               | 31                   |